# Lee Strasberg
Lee Strasberg, de nom Israel Strassberg (Budzanów, Imperi Austrohongarès, 17 de novembre de 1901 − Nova York, 17 de febrer de 1982) va ser un actor estatunidenc d'origen austrohongarès que va contribuir a fer de l'Actors Studio l'escola d'art dramàtic més reputada del món.

## Biografia
Lee Strasberg va ser el marit de l'actriu estatunidenca Paula Strasberg. És el pare de l'actriu Susan Strasberg i de John Strasberg. Va ser professor d'art dramàtic de Marilyn Monroe durant diversos anys.
El 1951 va ser designat director artístic de l'escola d'art dramàtic estatunidencaa Actors Studio. Hi ensenya el seu art del teatre a, entre d'altres, Sidney Poitier, James Dean, Dustin Hoffman, Al Pacino, Robert De Niro o Marlon Brando. Va dirigir l'escola fins al 1982, data de la seva mort conseqüència d'una crisi cardíaca.
Lee Strasberg va crear igualment el 1969 la cèlebre escola d'art dramàtic Lee Strasberg Theatre Institute.
Inspirat per les teories de Konstantín Stanislavski, pensava que l'actor havia de crear el seu personatge gràcies i a través de la seva memòria afectiva i els seus recursos emotius.

## Filmografia
Actor
- Justícia per a tothom (...And Justice for All) (1979)
- El pas de Cassandra (The Cassandra Crossing) (1977)
- El padrí II (1975)
- The Three Sisters (1966)

Director artístic
- Somewhere in the Night (1946)

## Obres
- Lee Strasberg, L'actors studio et la méthode, InterEditions, Paris, 1989.
- Lee Strasberg, Le travail à l'Actors studio, Gallimard, 1986.